# Goldreserve

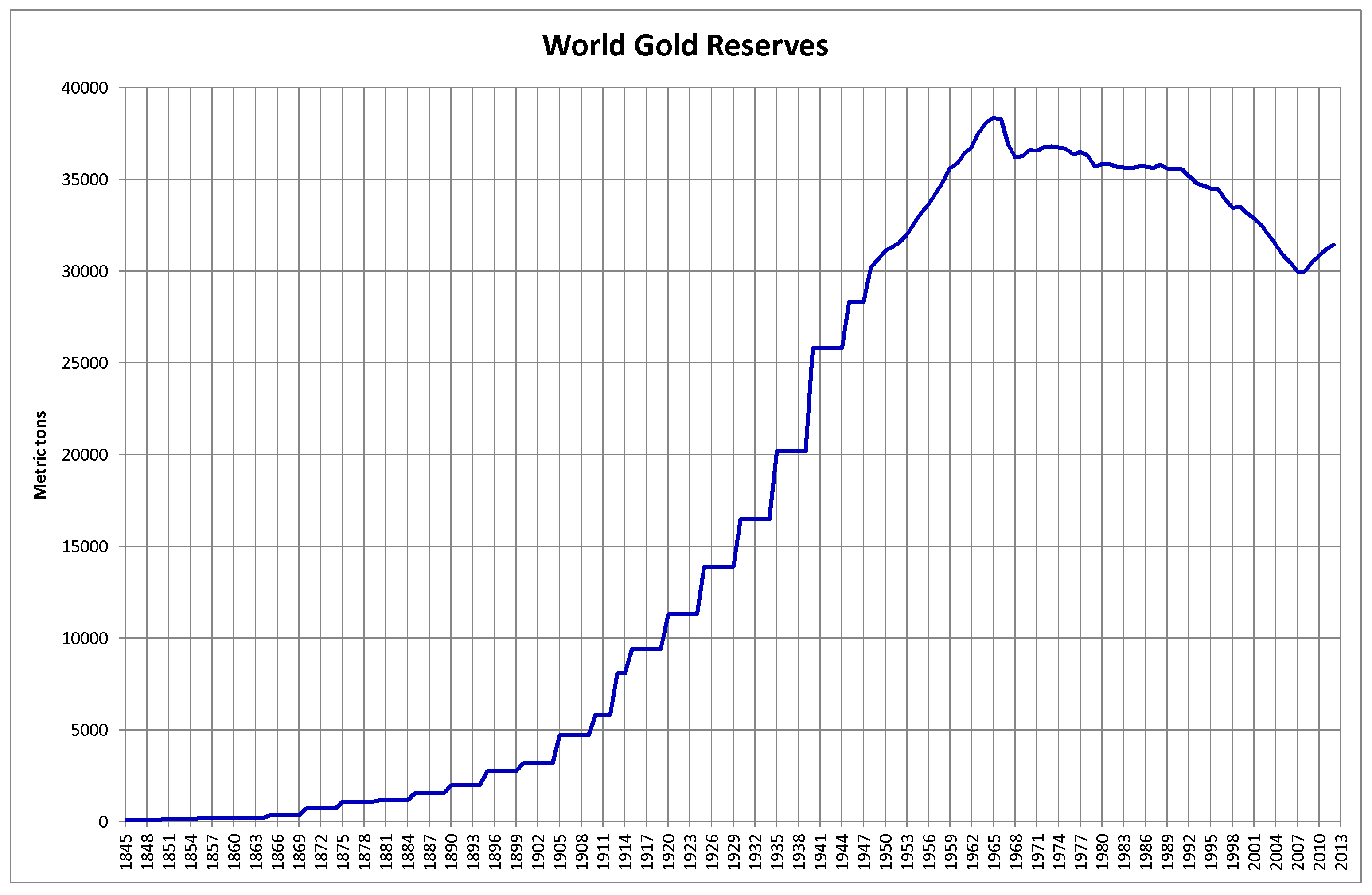
Internationale Goldreserven von 1845 bis 2012 in Tonnen

Als Goldreserve wird in der Währungs- und Wirtschaftspolitik derjenige Teil der Währungsreserven eines Staates bezeichnet, der in Form von Goldbarren durch Zentralbanken gehalten wird.

## Zweck nationaler Goldreserven

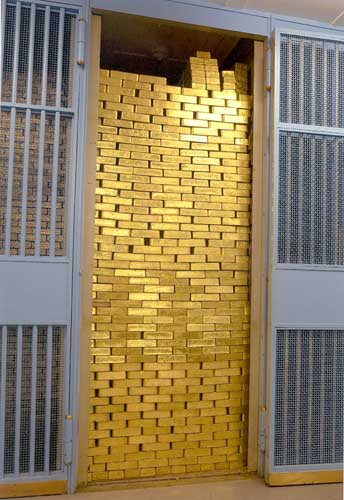
Goldlager der Federal Reserve Bank von New York

Der Zweck nationaler Goldreserven bestand früher zumeist in der Deckung von Währungen durch den Goldstandard. Heute wird Gold als nationale Reserve für Krisenzeiten sowie als Risikokompensation zu Schwankungen des US-Dollar aufbewahrt. Zudem bedeutet ein hoher Goldbestand auch hohe Unabhängigkeit, da Gold jederzeit als Zahlungsmittel dienen kann.
Die überwiegende Zahl der Zentralbanken reduzierte ihre Goldbestände zum Ausgleich von Staatsschulden. Der Anteil der internationalen Goldreserven an den gesamten Währungsreserven ist in den letzten drei Jahrzehnten durch Verkäufe und eine geringere Bedeutung für die Währungssicherung von 60 % (1980) auf 10 % (2006) zurückgegangen. In jüngster Zeit ist die Bedeutung des Goldes wieder gestiegen, weil der Goldpreis stark gestiegen ist.
Die Staaten mit den größten Goldreserven haben sich darauf geeinigt, nicht ohne Absprachen Gold auf den Markt zu bringen; dies soll den Goldpreis stabilisieren. Ein zu hohes Angebot auf dem Markt würde den Goldpreis erheblich sinken lassen, der so erzielte Erlös läge weit unter dem möglichen Wert.
Am 26. September 1999 schlossen in Washington, D.C. 15 europäische Notenbanken, darunter auch die Europäische Zentralbank, das sogenannte Central Bank Gold Agreement (CBGA), in welchem die Volumina der Goldverkäufe für die folgenden fünf Jahre geregelt wurden. Das erste Abkommen CBGA I (1999–2004) erlaubte den Notenbanken pro Laufzeitjahr, jeweils beginnend am 27. September, den Verkauf von maximal 400 Tonnen. Im Rahmen von CBGA II (2004–2009) wurde die maximale Verkaufsmenge auf 500 Tonnen pro Laufzeitjahr angehoben. Im Goldabkommen CBGA III (2009–2014) wurde eine maximale Verkaufsmenge von 400 Tonnen pro Jahr vereinbart.
Das Abkommen wurde 2019 nicht verlängert, da seit 2008 die Notenbanken keine nennenswerten Mengen Gold verkauft haben.

## Goldreserven und Kriege
Goldreserven können für Politik und Militär von Bedeutung sein. Kriege waren ohne Kriegskasse, auch Kriegsschatz genannt, kaum möglich. Es konnte ein Kriegsziel sein, den Staatsschatz eines angegriffenen Landes zu erbeuten.
1865 bildete sich die Lateinische Münzunion. Sie war eine Währungsunion zwischen Frankreich, Belgien, Italien, der Schweiz und Griechenland, die vom 23. Dezember 1865 faktisch bis 1914 und formal bis zum 31. Dezember 1926 bestand. Der in der Lateinischen Münzunion festgelegte Bimetallismus zwischen Gold- und Silbermünzen wurde wie folgt dargestellt: Zwei silberne 5-Franc-Stücke (= 45 Gramm Feinsilber) entsprachen einem goldenen 10-Franc-Stück (= 2,9032 Gramm Feingold), also 15,5:1. Nur das silberne 5-Franc-Stück war neben den Goldmünzen als Kurantmünze vorgesehen.
Nach dem Deutsch-Französischen Krieg 1870/71 forderte und erhielt das Deutsche Reich von Frankreich Reparationen in Höhe von fünf Milliarden Französischen Francs. So flossen dem Deutschen Reich große Mengen Gold und Silber in Münzform zu. Diese waren einer der Auslöser für den Wirtschaftsboom in der Gründerzeit. Unter anderem wurden mit ihnen Infrastrukturmaßnahmen im ganzen Deutschen Reich finanziert, zum Beispiel Poststationen in Ostpreußen, Kirchen und Schulen in der Pfalz und im Elsass. Die französische Wirtschaft wurde durch die Aufbringung der Kriegsentschädigungen in ihrer Entwicklung gebremst. Das Deutsche Reich wuchs auch in seiner Bevölkerung und wurde die größte Volkswirtschaft Europas.
Ein kleiner Teil von 120 Mio. FF wurde als Reichskriegsschatz im Juliusturm der Zitadelle Spandau eingelagert und fiel nach dem Ende des Ersten Weltkrieges zurück an Frankreich.
Kurz nach dem Anschluss Österreichs im März 1938 ließ das NS-Regime die Goldreserve und die Devisenreserven Österreichs, die aufgrund der deflationistischen Wirtschaftspolitik der Regierungen in den 1930er Jahren beachtliche Bestände erreicht hatten, in das devisenarme Deutschland transportieren. So gerieten mehr als 2,7 Milliarden Schilling an Gold und Devisen unter NS-Kontrolle.
Im Oktober 1939, kurz nach dem Beginn des Zweiten Weltkriegs, wurde im Britischen Generalstab ein auf geheimdienstlichen und militärischen Ermittlungen beruhendes Memorandum verfasst. Es beschäftigte sich mit „Maßnahmen, die für Holland und Belgien im Falle einer deutschen Invasion getroffen werden“ müssen:
„Das HM Treasury [Finanzministerium] wird sich in Zusammenarbeit mit der Bank of England und dem Außenministerium mit Möglichkeiten beschäftigen müssen, die Goldbarren und wichtige Wertpapiere an einen gemeinsamen sicheren Ort zu bringen. Der Transport mehrerer hundert Tonnen an Barren stellt ein schwieriges Problem dar, und schon das Einladen würde sehr lange dauern. Ideal wäre es selbstverständlich, wenn das Gold in unser Land oder in die Vereinigten Staaten von Amerika gelangen würde. [...] Die Goldreserven von Belgien und Holland haben einen Wert von etwa 70 bzw. 110 Millionen Britischen Pfund. Das Gesamtgewicht dieser Barren beläuft sich auf etwa 1800 Tonnen, und ihre Evakuierung, die eine Angelegenheit von größter Bedeutung wäre, würde erhebliche Problem mit sich bringen, wenn man [den Abtransport] in Eile mit desorganisierten Transportmöglichkeiten unternehmen müsste. Im Augenblick gehen wir davon aus, dass dieses Gold in Brüssel bzw. La Hague aufbewahrt wird, wobei keiner der beiden Orte sich für eine schnelle Evakuierung in einem Notfall eignen würde.“
Die belgische Regierung brachte ihre Goldreserve ohne Wissen des Königs ins Ausland. Ziel war England oder die USA. Das Transportschiff musste jedoch von Italien startend den Kurs ändern, schließlich gelangte der Schatz nach Dakar. Nach dem Westfeldzug Deutschlands 1940 forderte das deutsche Außenministerium die Übergabe der Goldreserve. Es begann ein abenteuerlicher Transport der Goldbarren durch Nordafrika und über das Mittelmeer, bis französische Beamte 1941 in Marseille 41 Tonnen dieses belgischen Golds Vertretern der Deutschen Reichsbank übergaben. Nach einigen politischen Scheinmanövern gelangte diese Goldreserve am 9. Oktober 1942 offiziell in deutschen Besitz. Die Barren wurden eingeschmolzen und in die Schweiz gebracht.
Beim Unternehmen Weserübung, der Besetzung von Dänemark und Norwegen durch die Wehrmacht am 9. April 1940, war ein Angriff auf Oslo durch deutsche Luftlandetruppen geplant. Wegen starken Nebels verzögerte sich die Aktion, sodass die Königsfamilie samt der norwegischen Goldreserven entkommen konnte.

## Nach 1945
Von 1945 bis etwa 1971 gab es das Bretton-Woods-System. Es regelte relativ feste Wechselkurse zwischen den Währungen der teilnehmenden Staaten, darunter USA, Großbritannien und Deutschland. Im Bretton-Woods-System spielte Gold eine wichtige Rolle.

### Frankreich
Die Währungspolitik des französischen Staatspräsidenten Charles de Gaulle war, unter anderem auf Anregung des französischen Ökonomen Jacques Rueff (1896–1978), stark auf Gold ausgerichtet. Im Februar 1965 kündigte de Gaulle an, Währungsreserven in US-Dollar im Rahmen des Bretton-Woods-Systems in Gold umzutauschen. Bis zum Sommer 1966 erhöhte Frankreich so den Goldanteil seiner Reserven auf 86 Prozent. Im Unterschied zu anderen Ländern, die im gleichen Zeitraum Dollar in Gold tauschten, darunter auch Deutschland, beließ Frankreich das Gold nicht in den Tresoren der Federal Reserve Bank of New York, sondern bestand darauf, die Goldbarren nach Frankreich zu verschiffen, damit sie nicht „dem Zugriff einer fremden Macht preisgegeben“ seien. Sein Ziel einer Rückkehr zum Goldstandard erreichte de Gaulle indes nicht.

### Deutschland
Der Aufbau der deutschen Goldreserven nach dem Zweiten Weltkrieg begann 1951 und erreichte 1968 mit 4.000 Tonnen seinen Höhepunkt. Zum 31. Dezember 2011 betrug der Bestand 3.396 Tonnen, was einem Marktwert von 132,9 Milliarden Euro entsprach. Seit dem 23. August 2017 befinden sich noch 49,4 % der mittlerweile 3.378 Tonnen der deutschen Goldreserven, die in Form von 12,5-kg-Barren vorliegen, im Ausland.

## Goldreserven der Welt
Im Jahr 1965 erreichten die Goldreserven der Welt mit 38.347 Tonnen einen Höchststand. Mit der Auflösung des Bretton-Woods-Systems 1971 wurden die Wechselkurse freigegeben und Gold verlor seine Funktion als Deckungsmittel. 2007 schätzte der World Gold Council die weltweiten Goldbestände auf 29.667 Tonnen und damit um 22,6 Prozent niedriger als 1965. Seit Beginn der Finanzkrise ab 2007 stiegen die internationalen Goldreserven wieder. Der gesamte Goldbesitz aller Zentralbanken umfasste Ende 2009 rund 16 % (26.780 Tonnen) der weltweit vorhandenen Goldmenge. Die weltgrößten Bestände des Edelmetalls besitzen die USA, gefolgt von Deutschland und dem Internationalen Währungsfonds (IWF).
Der IWF kündigte am 19. September 2009 an, sich von insgesamt 403 Tonnen Gold, das ist ein Achtel seiner Reserven, zu trennen. Den Goldverkauf empfahl im Februar 2007 ein achtköpfiges Beratergremium, dem überwiegend ehemalige und amtierende Notenbankchefs, darunter Alan Greenspan und Jean-Claude Trichet angehörten. 200 Tonnen wurden an die Reserve Bank of India sowie 10 Tonnen an die Central Bank of Sri Lanka und 2 Tonnen an die Bank of Mauritius verkauft. Die restlichen 191 Tonnen des IWF-Goldes sind am offenen Markt veräußert worden.
Teile der Goldvorräte der USA werden in Fort Knox gelagert. Der größte Teil des Goldes der USA lagert im Keller der Federal Reserve Bank of New York in Manhattan. Dort betreibt diese Bank außerdem für rund 60 Staaten das mit 550.000 Barren größte Goldlager der Welt. Die weltweit in Banken gelagerten Goldreserven belaufen sich auf etwa 30.000 Tonnen. Die gesamte jemals geförderte Goldmenge wurde Anfang 2023 auf etwa 208.874 Tonnen (6,7 Milliarden Unzen) geschätzt. Dies entspricht einem theoretischen Marktwert von derzeit 19.100 Milliarden €. Zugrunde gelegt wurde ein Preis von 2.851,29 € pro Feinunze (Goldpreis vom 13. Mai 2025).
Die größten Goldbestände befinden sich in privatem Besitz. Es wird geschätzt, dass in Indien etwa 20.000 Tonnen Gold in privatem Besitz sind. Private Haushalte in Deutschland besitzen 9098 Tonnen Gold (Stand: 2021).
Global werden 70 % des Goldes durch Juweliere verarbeitet, 11 % werden in Industrie, vor allem in der Elektronik, und Medizin, insbesondere in der Zahnheilkunde, verbraucht und 13 % werden durch Banken und Privatanleger für monetäre Zwecke in Form von Münzen und Barren verwendet.
Der Anteil der internationalen Goldreserven an den gesamten Währungsreserven ist in den letzten drei Jahrzehnten durch Verkäufe und eine geringere Bedeutung für die Währungssicherung von 60 % 1980 auf einen Tiefststand von 8,6 % im März 2005 zurückgegangen. Seitdem stieg der Anteil wieder leicht an.

## Goldreserven der Eurozone
Die Goldreserven der Länder der europäischen Währungsunion sind mit 10.788 Tonnen deutlich größer als die der USA mit 8.134 Tonnen (Stand 2015).

## Länder und Organisationen
Die Tabelle zeigt die Entwicklung der weltweiten offiziellen Währungs-Goldreserven von Dezember 1970 bis Januar 2025 in Tonnen sowie den Goldanteil am Bestand der gesamten Devisenreserven in Prozent. Würde man die Bestände des SPDR Gold Shares als größtem Börsengehandelten Fonds (ETF) mit physischen Goldbeständen in diese Betrachtung einbeziehen, müsste man diesen mit 1050,2 Tonnen Gold (Stand: März 2022) auf Rang 8 hinter der Volksrepublik China und vor der Schweiz einordnen. Russland hat seine Goldreserven seit 2012 mehr als verdoppelt und dabei China überholt, obwohl dort ebenfalls die Reserven sehr deutlich ausgebaut worden sind. Zimbabwe hat, um den immerwiederkehrenden Inflationen entgegenzutreten, den Simbabwe-Gold eingeführt, der derzeit (2025) zu 48 % durch Gold gedeckt ist.
| Rang (2022) | Name                         | 1970     | 1980     | 1990     | 2000     | 2010     | 2015     | 2020      | 2025     | Anteil in % (2025) | Stand (2025) |
| ----------- | ---------------------------- | -------- | -------- | -------- | -------- | -------- | -------- | --------- | -------- | ------------------ | ------------ |
| 1           | Vereinigte Staaten           | 9.839,2  | 8.221,2  | 8.146,2  | 8.136,9  | 8.133,5  | 8.133,5  | 8.133,5   | 8.133,5  | 76,4               | Dez 2024     |
| 2           | Deutschland                  | 3.536,6  | 2.960,5  | 2.960,5  | 3.468,6  | 3.401,0  | 3.384,2  | 3.366,5   | 3.359,1  | 75,8               | Dez 2024     |
| 3           | IWF                          | 3.855,9  | 3.217,0  | 3.217,0  | 3.217,3  | 2.814,0  | 2.814,0  | 2.814,0   | 2.814,0  | …                  | Dez 2025     |
| 4           | Italien                      | 2.565,3  | 2.073,7  | 2.073,7  | 2.451,8  | 2.451,8  | 2.451,8  | 2.451,8   | 2.451,8  | 72,5               | Jan 2025     |
| 5           | Frankreich                   | 3.138,6  | 2.545,8  | 2.545,8  | 3.024,6  | 2.435,4  | 2.435,4  | 2.436,0   | 2.437,0  | 73,7               | Dez 2024     |
| 6           | Russland                     | …        | …        | …        | 384,4    | 788,6    | 1.207,7  | 2.279,2   | 2.329,6  | 33,7               | Jan 2025     |
| 7           | Volksrepublik China          | …        | 398,1    | 395,0    | 395,0    | 1.054,1  | 1.054,1  | 1.658,1   | 2.284,5  | 5,9                | Jan 2025     |
| 8           | Schweiz                      | 2.427,0  | 2.590,3  | 2.590,3  | 2.419,4  | 1.040,1  | 1.040,0  | 1.040,0   | 1.039,9  | 10,3               | Dez 2024     |
| 9           | Indien                       | 216,3    | 267,3    | 332,6    | 357,8    | 557,7    | 557,7    | 635,0     | 879,0    | 12,4               | Jan 2025     |
| 10          | Japan                        | 473,2    | 753,6    | 753,6    | 763,5    | 765,2    | 765,2    | 765,2     | 846,0    | 6,2                | Jan 2025     |
| 11          | Türkei                       | 112,9    | 117,2    | 127,4    | 116,3    | 116,1    | 514,9    | 428,7     | 619,9    | 36,5               | Jan 2025     |
| 12          | Niederlande                  | 1.588,2  | 1.366,7  | 1.366,7  | 911,8    | 612,5    | 612,5    | 612,5     | 612,5    | 66,6               | Dez 2024     |
| 13          | Europäische Zentralbank      | …        | …        | …        | 747,4    | 501,4    | 504,8    | 504,8     | 504,8    | 41,4               | Dez 2024     |
| 14          | Polen                        | …        | 23,6     | 14,7     | 102,8    | 102,9    | 102,9    | 228,6     | 451,3    | 18,1               | Jan 2025     |
| 15          | Taiwan                       | 72,9     | 97,8     | 421,0    | 421,8    | 423,6    | 423,6    | 422,4     | 423,9    | 6,2                | Nov 2024     |
| 16          | Usbekistan                   | …        | …        | …        | …        | …        | …        | 333,7     | 360,7    | 81,8               | Jan 2025     |
| 17          | Portugal                     | 801,5    | 689,6    | 492,4    | 606,7    | 382,5    | 382,5    | 382,5     | 382,7    | 77,0               | Dec 2024     |
| 18          | Saudi-Arabien                | 105,8    | 142,0    | 143,0    | 143,0    | 322,9    | 322,9    | 323,1     | 323,1    | 6,3                | Dez 2024     |
| 19          | Vereinigtes Königreich       | 1.198,1  | 585,9    | 589,1    | 487,5    | 310,3    | 310,3    | 310,3     | 310,3    | 15,9               | Jan 2025     |
| 20          | Kasachstan                   | …        | …        | …        | 57,2     | 67,3     | 193,4    | 386,5     | 287,9    | 55,0               | Jan 2025     |
| 21          | Libanon                      | 255,5    | 286,8    | 286,8    | 286,8    | 286,8    | 286,8    | 286,8     | 286,8    | 64,3               | Sep 2024     |
| 22          | Spanien                      | 442,6    | 454,3    | 485,6    | 523,4    | 281,6    | 281,6    | 281,6     | 281,6    | 23,2               | Dez 2024     |
| 23          | Österreich                   | 634,2    | 656,6    | 634,3    | 377,5    | 280,0    | 280,0    | 280,0     | 280,0    | 67,1               | Dez 2024     |
| 24          | Thailand                     | 72,8     | 77,4     | 77,0     | 73,6     | 99,5     | 152,4    | 154,0     | 234,5    | 8,8                | Jan 2025     |
| 25          | Belgien                      | 1.306,6  | 1.063,1  | 940,3    | 258,1    | 227,5    | 227,4    | 227,4     | 227,4    | 47,9               | Dez 2024     |
| 26          | Singapur                     | …        | …        | …        | 127,4    | 127,4    | 127,4    | 127,4     | 220,0    | 5,1                | Jan 2025     |
| 27          | Algerien                     | 170,1    | 173,6    | 159,9    | 173,6    | 173,6    | 173,6    | 173,6     | 173,6    | 19,0               | Jan 2025     |
| 28          | Irak                         | 127,5    | …        | …        | …        | 5,9      | 89,8     | 96,3      | 162,7    | 13,6               | Okt 2024     |
| 29          | Venezuela                    | 341,2    | 356,4    | 356,4    | 318,5    | 365,8    | 367,6    | 173,6     | 161,2    | 88,3               | Jun 2018     |
| 30          | Libyen                       | 75,8     | 95,7     | 112,0    | 143,8    | 143,8    | 116,6    | 116,6     | 146,7    | 14,1               | Dez 2024     |
| 31          | Brasilien                    | 40,2     | 58,3     | 142,1    | 65,9     | 33,6     | 67,2     | 67,3      | 129,7    | 3,6                | Jan 2025     |
| 32          | Philippinen                  | 49,8     | 59,7     | 89,8     | 224,8    | 154,1    | 195,3    | 197,9     | 129,7    | 10,7               | Nov 2024     |
| 33          | Ägypten                      | 75,7     | 75,6     | 75,6     | 75,6     | 75,6     | 75,6     | 79,3      | 127,4    | 25,5               | Jan 2025     |
| 34          | Schweden                     | 177,8    | 188,8    | 188,8    | 185,4    | 125,7    | 125,7    | 125,7     | 125,7    | 17,4               | Jan 2025     |
| 35          | Südafrika                    | 591,9    | 377,9    | 127,2    | 183,5    | 124,9    | 125,2    | 125,3     | 125,4    | 17,1               | Dez 2024     |
| 36          | Mexiko                       | 156,4    | 64,1     | 28,6     | 7,8      | 7,1      | 122,6    | 120,0     | 120,3    | 4,5                | Jan 2025     |
| 37          | Griechenland                 | 103,5    | 119,3    | 105,8    | 132,6    | 111,6    | 112,5    | 113,6     | 114,5    | 64,9               | Dez 2024     |
| 38          | Katar                        | 5,8      | 14,8     | 25,9     | 0,6      | 12,4     | 12,4     | 40,6      | 112,1    | 18,7               | Jan 2025     |
| 39          | Ungarn                       | …        | 64,4     | 9,3      | 3,1      | 3,1      | 3,1      | 31,5      | 110,0    | 20,2               | Jan 2025     |
| 40          | Südkorea                     | 3,0      | 9,3      | 10,0     | 13,7     | 14,4     | 104,4    | 104,4     | 104,4    | 2,3                | Dez 2024     |
| 41          | Rumänien                     | …        | 115,5    | 68,7     | 104,9    | 103,7    | 103,7    | 103,6     | 103,6    | 12,9               | Jan 2025     |
| 42          | BIZ                          | 250,6    | 234,6    | 242,6    | 199,2    | 120,0    | 111,0    | 102,0     | 102,0    | …                  | Mrz 2024     |
| 43          | Australien                   | 212,4    | 246,7    | 246,7    | 79,7     | 79,9     | 79,9     | 79,9      | 79,9     | 11,5               | Jan 2025     |
| 44          | Kuwait                       | 76,6     | 79,0     | 79,0     | 79,0     | 79,0     | 79,0     | 79,0      | 79,0     | 13,9               | Dez 2024     |
| 45          | Indonesien                   | 3,5      | 74,5     | 96,8     | 96,5     | 73,1     | 78,1     | 78,6      | 78,6     | 4,5                | Dez 2024     |
| 46          | Vereinigte Arabische Emirate | …        | …        | …        | …        | …        | …        | 22,5      | 75,8     | 3,0                | Okt. 2024    |
| 47          | Jordanien                    | …        |          | …        | …        | …        | 17,1     | 43,5      | 68,7     | 28,0               | Jan 2025     |
| 48          | Dänemark                     | 57,4     | 50,7     | 51,3     | 66,6     | 66,5     | 66,5     | 66,5      | 66,5     | 5,5                | Jan 2025     |
| 49          | Pakistan                     | 48,5     | 56,6     | 60,6     | 65,0     | 64,4     | 64,5     | 64,6      | 64,7     | 31,6               | Jan 2025     |
| 50          | Argentinien                  | 124,2    | 136,0    | 131,7    | 0,6      | 54,7     | 61,7     | 61,7      | 61,7     | 19,7               | Jan 2025     |
| 51          | Belarus                      | …        | …        | …        | 1,2      | 35,3     | 41,5     | 48,9      | 53,9     | 52,6               | Dez 2024     |
| 52          | Tschechien                   | …        | …        | …        | 13,9     | 12,7     | 10,6     | 8,0       | 52,9     | 3,3                | Jan 2025     |
| 53          | Finnland                     | 25,7     | 30,7     | 62,3     | 49,0     | 49,1     | 49,1     | 49,1      | 49,0     | 23,6               | Dez 2024     |
| 54          | Serbien                      | …        | …        | …        | 14,2     | 13,1     | 17,5     | 30,6      | 48,1     | 14,1               | Dez 2024     |
| 55          | Kambodscha                   | …        | …        | …        | 12,4     | 12,4     | 12,4     | 12,4      | 46,5     | 18,4               | Jan 2025     |
| 56          | Bulgarien                    | …        | …        | …        | 39,9     | 39,9     | 40,1     | 40,5      | 40,9     | 8,9                | Jan 2025     |
| 57          | Malaysia                     | 42,6     | 72,2     | 73,1     | 36,4     | 36,4     | 35,8     | 38,9      | 38,9     | 3,0                | Jan 2025     |
| 58          | UEMOA                        | …        | …        | …        | …        | …        | 36,5     | 36,5      | 36,5     | 16,0               | Dez 2024     |
| 59          | Kirgisistan                  | …        | …        | …        | 2,6      | 2,6      | 4,0      | 14,4      | 36,2     | 63,6               | Jan 2025     |
| 60          | Peru                         | 35,3     | 43,5     | 68,7     | 34,2     | 34,7     | 34,7     | 34,7      | 34,7     | 4,2                | Jul 2021     |
| 61          | Slowakei                     | …        | …        | …        | 40,1     | 31,8     | 31,7     | 31,7      | 31,7     | 20,4               | Jan 2025     |
| 62          | Ghana                        | 5,0      | 7,9      | 7,3      | 8,7      | 8,7      | 8,7      | 8,7       | 30,6     | 43,9               | Jan 2025     |
| 63          | Ukraine                      | …        | …        | …        | 14,1     | 27,5     | 23,9     | 25,2      | 27,4     | 5,8                | Jan 2025     |
| 64          | Ecuador                      | 17,0     | 12,9     | 13,8     | 26,3     | 26,3     | 11,8     | 21,9      | 26,3     | 33,6               | Dez 2024     |
| 65          | Syrien                       | 24,9     | 25,9     | 25,9     | 25,9     | 25,8     | 25,8     | 25,8      | 25.8     | 12,3               | Jun 2011     |
| 66          | Bolivien                     | 11,3     | 23,6     | 27,8     | 29,2     | 28,3     | 42,5     | 42,5      | 22,5     | 95,5               | Dez 2024     |
| 67          | Marokko                      | 18,7     | 21,9     | 21,9     | 22,0     | 22,0     | 22,0     | 22,1      | 22,1     | 5,4                | Dez 2024     |
| 68          | Afghanistan                  |          | …        | …        | …        | 21,9     | 21,9     | 21,9      | 21,9     | 19,3               | Mai 2021     |
| 69          | Nigeria                      | 17,8     | 21,4     | 21,4     | 21,4     | 21,4     | 21,4     | 21,5      | 21,5     | 5,5                | Jan 2018     |
| 70          | Bangladesch                  | …        | 1,7      | 2,5      | 3,4      | 13,5     | 13,8     | 14,0      | 14,3     | 6,5                | Jan 2025     |
| 71          | Zypern                       | 13,3     | 14,3     | 14,3     | 14,4     | 13,9     | 13,9     | 13,9      | 13,9     | 57,7               | Dez 2024     |
| 72          | Mauritius                    | …        | 1,2      | 1,9      | 1,9      | 3,9      | 8,9      | 12,4      | 12,4     | 12,2               | Jan 2025     |
| 73          | Irland                       | 14,2     | 11,1     | 11,2     | 5,5      | 6,0      | 6,0      | 6,0       | 12,0     | 8,5                | Dez 2024     |
| 74          | Curaçao und Sint Maarten     | …        | …        | …        | …        | …        | …        | 13,1      | 9,2      | 29,1               | Sep 2024     |
| 75          | Paraguay                     | …        | …        | …        | 1,1      | 0,7      | 8,2      | 8,2       | 8,2      | 7,3                | Aug 2024     |
| 76          | Nepal                        | …        | …        | …        | …        | …        | 4,9      | 6,4       | 8,0      | 4,9                | Jul 2024     |
| 77          | Mongolei                     | …        | …        | …        | …        | …        | 2,9      | 24,0      | 7,5      | 13,9               | Jan 2025     |
| 78          | Tadschikistan                | …        | …        | …        | …        | …        | …        | …         | 7,4      | 17,6               | Feb 2023     |
| 79          | Myanmar                      | 55,7     | 7,8      | 7,8      | 7,2      | 7,2      | 7,3      | 7,3       | 7,3      | 6,8                | Feb 2023     |
| 80          | Georgien                     | …        | …        | …        | …        | …        | …        | …         | 7,1      | 14,6               | Jan 2025     |
| 81          | Nordmazedonien               | …        | …        | …        | 3,5      | 6,8      | 6,8      | 6,9       | 6,9      | 11,8               | Dez 2024     |
| 82          | Guatemala                    | 15,5     | 16,2     | 6,4      | 6,7      | 6,9      | 6,9      | 6,9       | 6,9      | 2,6                | Jan 2025     |
| 83          | Tunesien                     | 3,9      | 5,8      | 5,8      | 6,8      | 6,8      | 6,8      | 6,8       | 6,8      | 7,6                | Jan 2025     |
| 84          | Oman                         | …        | …        | …        | …        | …        | …        | …         | 6,7      | 3,3                | Jul 2024     |
| 85          | Lettland                     | …        | …        | …        | 7,7      | 7,7      | 6,6      | 6,6       | 5,8      | 11,6               | Dez 2024     |
| 86          | Guinea                       | …        | …        | …        | …        | …        | …        | 3,9       | 6,3      | 42,3               | Nov 2024     |
| 87          | Litauen                      | …        | …        | …        | 5,8      | 5,8      | 5,8      | 5,8       | 5,8      | 7,1                | Dez 2024     |
| 88          | CEMAC                        | …        | …        | …        | …        | …        | …        | …         | 4,7      | …                  | Dez 2024     |
| 89          | Kolumbien                    | 15,1     | 86,7     | 19,5     | 10,2     | 6,9      | 10,4     | 13,9      | 4,7      | 0,7                | Dez 2024     |
| 90          | Bahrain                      | …        | …        | …        | …        | 4,7      | 4,7      | 4,7       | 4,7      | 8,0                | Mrz 2024     |
| 91          | Brunei                       | …        | …        | …        | …        | …        | 4,6      | 4,5       | 4,5      | 9,4                | Jul 2024     |
| 92          | Mosambik                     | …        | …        | …        | 2,2      | 2,3      | 5,4      | 3,9       | 3,9      | 9,2                | Dez 2024     |
| 93          | Bosnien und Herzegowina      | …        | …        | …        | …        | 1,0      | 3,0      | 3,0       | 3,5      | 3,3                | Dez 2024     |
| 94          | Albanien                     | …        | …        | …        | 3,5      | 1,6      | 1,6      | 2,8       | 3,4      | 4,8                | Nov 2024     |
| 95          | Slowenien                    | …        | …        | …        | 0,0      | 3,2      | 3,2      | 3,2       | 3,2      | 10,1               | Dez 2024     |
| 96          | Aruba                        | …        | …        | 3,1      | 3,1      | 3,1      | 3,1      | 3,1       | 3,1      | 14,6               | Nov 2024     |
| 97          | Simbabwe                     | …        | …        | …        | …        | …        | …        | …         | 2,7      | 48,0               | Dez 2024     |
| 98          | Luxemburg                    | 13,7     | 14,2     | 10,7     | 2,4      | 2,2      | 2,2      | 2,2       | 2,2      | 6,8                | Dez 2024     |
| 99          | Hongkong                     | …        | …        | 7,1      | 2,1      | 2,1      | 2,1      | 2,1       | 2,1      | 0,0                | Dez 2024     |
| 100         | Island                       | 0,9      | 1,5      | 1,5      | 1,8      | 2,0      | 2,0      | 2,0       | 2,0      | 2,8                | Jan 2025     |
|             | Welt                         | 36.606,7 | 35.836,3 | 35.582,1 | 33.059,9 | 30.534,5 | 32.033,3 | 34.735,73 | 36.197,3 | 19,7               | Dez 2024     |
|             | Eurozone                     | …        | …        | …        | 12.426,9 | 10.793,4 | 10.791,5 | 10.776,0  | 10.770,5 | 64,1               | Jan 2025     |

## Private Goldreserven
Aufgeführt sind die größten privaten Goldreserven von börsengehandelten Goldprodukten:
| Rang | Name                       | Typ | Tonnen  |
| ---- | -------------------------- | --- | ------- |
| 01   | SPDR Gold Trust            | ETF | 0768,73 |
| 02   | COMEX Gold Trust           | ETF | 0288,07 |
| 02   | ETF Securities Gold        | ETF | 0246,11 |
| 04   | ZKB Physical Gold          | ETF | 0135,27 |
| 05   | Sprott Physical Gold Trust | ETF | 0045,10 |
| 06   | GAM Physical Gold          | ETF | 0032,33 |
| 07   | ETFS Physical Swiss Gold   | ETF | 0019,24 |
| 08   | ABSA - NewGold ETF         | ETF | 0017,79 |
|      | Gesamt                     |     | 1552,64 |

Weitere beträchtliche Bestände von Anlagegold werden in Form von Goldbarren und Goldmünzen privat verwahrt oder in Form von Tresorgold gehalten.
Im Jahr 2010 befanden sich etwa 4.000 Tonnen Gold in Form von physischen Goldinvestments im Besitz deutscher Privatpersonen. Zusätzlich hielten Privatanleger etwa 1.400 Tonnen in Form von Wertpapieranlagen in Gold. Weltweit die höchsten Goldreserven in privatem Besitz gibt es in Indien, wo Gold und Juwelen traditionell als wertbeständige Anlagegüter geschätzt werden. Die in privaten Händen befindliche Goldmenge in Indien wird auf etwa 18.000 Tonnen geschätzt.

## Lagerstelle
Die Lagerstellen der nationalen Goldreserven befinden sich oft im Ausland. Deshalb ist ein Lagerrisiko in Form des Transferstopprisikos in der Weise vorhanden, dass politische Ereignisse (wie Embargo) oder höhere Gewalt (Bürgerkrieg) die Auslieferung der Goldbarren an den Eigentümer verhindern können. Deshalb haben sich Zentralbanken als Eigentümer der staatlichen Goldreserve seit 2002 bemüht, die Anzahl der ausländischen Lagerstellen zu vermindern und/oder die Goldreserven im eigenen Land zu lagern.
Im Jahr 2021 lagerten die nationalen Zentralbanken ihre Goldreserven wie folgt.
| Staat              | Lagerstellen                                                                                                   | in % der nationalen Goldreserven |
| ------------------ | --- | -------------------------------- |
| Deutschland        | Deutsche Bundesbank, Frankfurt am Main Federal Reserve Bank of New York Bank of England                        | 50,6 % 36,6 % 12,8 %             |
| Österreich         | Oesterreichische Nationalbank / Münze Österreich Bank of England Schweizerische Nationalbank                   | 50,0 % 30,0 % 20,0 %             |
| Schweiz            | Schweizerische Nationalbank Bank of England / Bank of Canada                                                   | 70,0 % 30,0 %                    |
| Italien            | Palazzo Koch (Banca d’Italia) Bank of England / Schweizerische Nationalbank / Federal Reserve Bank of New York | 50,0 % 50,0 %                    |
| Vereinigte Staaten | Fort Knox Federal Reserve Bank of New York                                                                     | > 50 % < 50 %                    |

Die Deutsche Bundesbank begann im Januar 2013 mit Verlagerungen nach Deutschland, wodurch die Lagerstelle Paris (in der Banque de France) nunmehr kein deutsches Gold mehr aufbewahrt.